# Milkovți, Pernik
Milkovți (în bulgară Милкьовци) este un sat în comuna Trăn, regiunea Pernik,  Bulgaria. 

## Demografie
Componența etnică a satului Milkovți
     Bulgari (100%)
     Nicio identificare (0%)
     Altele (0%)
La recensământul din 2011, populația satului Milkovți era de 28 locuitori. Din punct de vedere etnic, toți locuitorii erau bulgari.